# Wild Blue (Part I)
Wild Blue (Part I) è il quarto album in studio del cantante statunitense Hunter Hayes, pubblicato nel 2019.

## Tracce
1. Madness – 3:32
2. Wild Blue – 3:50
3. Heartbreak – 2:53
4. One Good Reason – 3:28
5. Dear God – 2:55
6. Loving You – 3:58
7. My Song Too – 3:27
8. One Shot – 2:31
9. Night and Day – 3:45
10. Still – 3:46